# Butteaux
Butteaux település Franciaországban, Yonne megyében. Lakosainak száma 255 fő (2022. január 1.). Butteaux Les Croûtes, Percey, Germigny, Jaulges és Soumaintrain községekkel határos.

## Népesség
A település népességének változása:
| Lakosok száma | 269  | 260  | 261  | 255  | 252  | 251  | 247  | 247  | 255  |
|               | 2013 | 2015 | 2016 | 2017 | 2018 | 2019 | 2020 | 2021 | 2022 |